# Poble (política)
Un poble és una pluralitat de persones considerades en conjunt, per exemple com a grup ètnic o com a nació. Col·lectivament, per exemple, els jueus solen anomenar-se "el poble jueu", els gitanos europeus constitueixen la major part del "poble romaní", i els àrabs de Palestina s'han guanyat l'apel·latiu de "poble palestí". Però, d'altra banda, també parlem del "poble estatunidenc" o del "poble francès" com els respectius cossos de ciutadania, que són l'origen i la raó de ser d'una república, sense cap connotació de tipus ètnic.

## En la política

La llibertat guiant el poble d'Eugène Delacroix.

En general, les repúbliques es governen, o proclamen que es governen, en nom del poble. Tant la República Romana com l'Imperi Romà van tenir per lema l'expressió llatina SPQR (Senatus Populusque Romanus, "el Senat i el Poble de Roma"). Aquest lema va quedar fixat, per exemple, als estendards de les legions, i fins i tot quan els emperadors van assolir un estatus de poder absolut, van seguir exercint la seva autoritat en el nom del Senat i del Poble romans.
Als estats democràtics moderns, el poble és el conjunt dels ciutadans, objecte i destí, i teòricament també subjecte, de les polítiques de l'estat. El poble va ser el protagonista de la Revolució Francesa o, si més no, dels seus episodis més sonats. I la Constitució dels Estats Units s'inicia dient "Nosaltres, el poble,...".
Una república popular és la denominació més típica dels estats de partit únic d'ideologia marxista, on els líders del partit diuen que governen en nom del poble.
El populisme és un altre terme "paraigua" que empren diverses tendències polítiques per explicar que representen el poble, sovint amb el sentit que serveixen al poble pla en oposició a l'elit, tot i que freqüentment els partits polítics que s'anomenen "partit popular" solen ser de tendència conservadora i reaccionària.

## En la llei
En la jurisdicció criminal, en alguns països, els procediments criminals es fan en nom del Poble. Diversos estats dels Estats Units, com ara Califòrnia, Illinois i Nova York, en són un exemple. I sovint en els procediments judicials se substitueix el nom de l'Estat per l'expressió el Poble. Uns altres quatre estats — Massachusetts, Virgínia, Pennsilvània i Kentucky — es denominen ells mateixos en els textos legals i judicials the Commonwealth, és a dir "la República" o "la Ciutadania". En altres casos, com ara a Indiana, l'expressió que s'utilitza és simplement l'Estat. Fora dels Estats Units, a Irlanda i a les Filipines també s'exerceix la justícia en nom del poble.
La teoria política que sustenta aquesta forma d'expressar-se és la que considera que la Justícia s'imparteix en nom del sobirà, i en aquests estats que s'han esmentat és el poble el que ostenta la sobirania, mentre que al Regne Unit i a les altres dependències (reals o formals) de la Corona britànica, els procediments criminals es fan en nom de la Corona.
"El poble" identifica la totalitat dels ciutadans d'un estat que se suposa que exerceixen el poder polític i es reuneixen (degudament representats) per discutir i aprovar propostes polítiques.
L'article 1 de la Carta de les Nacions Unides estableix que els pobles tenen el dret de l'autodeterminació, cosa que ens porta, si més no, a demanar-nos quina de les definicions de poble cal aplicar en aquest cas i, per tant, quan, com i en referència a quin col·lectiu humà concret és que es pot considerar aplicable el dret d'autodeterminació.